# Helmut Gauweiler
Helmut Gauweiler (* 22. Februar 1908 in Gommersheim; † Juli 1965) war ein deutscher Schriftsteller.

## Tätigkeit
Gauweiler trat zum 1. März 1928 der NSDAP bei (Mitgliedsnummer 77.845) und war in der Zeit des Nationalsozialismus als „Aktivpropagandist“ tätig. Der frühere Volksschullehrer war u. a. Gauredner. Durch Protektion seines Bruders, des NSDAP-Reichsleiters Otto Gauweiler, wurde er kurz vor dem drohenden Fronteinsatz im Dezember 1939 in die Zivilverwaltung des Generalgouvernements nach Krakau entsandt. Nach dem Zweiten Weltkrieg betätigte er sich als Buchgestalter. Peter Gauweiler ist sein Neffe.

## Publikationen (Auswahl)
- Sozialismus der Westmark. In: Das Westmarkbuch – Ehrengabe des Winterhilfswerkes Gau Rheinpfalz 1934/35. Hrsg. vom Winterhilfswerk Gauführung Rheinpfalz, Abteilung Propaganda. [Neustadt an der Haardt] 1935.
- Deutsches Vorfeld im Osten – Bildbuch über das Generalgouvernement. Bearbeitet im Einvernehmen mit der Hauptabteilung Propaganda in der Regierung des Generalgouvernements. Krakau, Buchverlag Ost, 1941.
- Das Weinbuch von Baden-Württemberg. Herausgegeben von der Arbeitsgemeinschaft Badischer Weinbauverband e.V., Weinbauverband Württemberg-Baden e.V. unter Mitarbeit namhafter Weinfachleute und Männern aus Wissenschaft und Verwaltung. Redaktion Oskar Raab, bearbeitet von Helmut Gauweiler. Mannheim, Südwestdeutsche Verlagsanstalt, 1954.
- Handbuch der Ämter, Gemeinden und Verbände für den Regierungsbezirk Pfalz. Bearbeitet und zusammengestellt unter Mitarbeit der Bezirksregierung, des Bezirkstages und pfälzischer Spitzenorganisationen von Waldemar Gollan und Helmut Gauweiler. Neustadt an der Weinstraße, Pfälzische Verlagsanstalt, 1957.
- Das große Pfalzbuch. Herausgegeben vom Pfälzischen Verkehrsverband e.V. anlässlich seines 50-jährigen Bestehens unter Mitarbeit zahlreicher pfälzischer Gemeinden, Landkreise und Wirtschaftsunternehmen. Gesamtbearbeitung: Helmut Gauweiler unter Mitarbeit von Oskar Bischoff. Neustadt an der Weinstraße, Pfälzische Verlagsanstalt, 1959.